# Twenty Four Seven (album)
Albums de Tina Turner
Wildest Dreams
(1996) All the Best
(2004)
Singles
1. When the Heartache Is Over
Sortie : 6 septembre 1999
2. Whatever You Need
Sortie : 5 février 2000
3. Don't Leave Me This Way
Sortie : 14 février 2000

Twenty Four Seven est le dixième album studio de Tina Turner, paru le 28 octobre 1999 sur le label Parlophone. Il s'agit de son dernier album studio en solo.

## Aperçu
L'album a été produit par Brian Rawling et Mark Taylor, également producteurs de l'album Believe de Cher aux 20 millions de copies, Johnny Douglas (Kylie Minogue, George Michael, All Saints, etc.), Terry Britten et Absolute, connus pour leur collaboration avec des artistes pop britanniques comme Lisa Stansfield, Will Young, Atomic Kitten (Natasha Hamilton, Elizabeth « Liz » McClarnon, Kerry Katona), Gareth Gates et S Club 7. Bryan Adams a collaboré aux titres Twenty Four Seven et Without You.
En 2000, l'album est sorti en édition spéciale avec un disque bonus incluant des enregistrements en live de la soirée du 60e anniversaire de Turner à Londres en novembre 1999 ainsi que des vidéos promotionnelles pour When the Heartache Is Over et Whatever You Need.
Sorti en Europe en novembre 1999, l'album s'est vendu à plus d'un million d'exemplaires sur le continent. Il a atteint la 9e place du UK Albums Chart. L'album est sorti en février 2000 aux États-Unis et au Canada et a atteint la 21e place du Billboard 200, vendant 60 000 exemplaires dès sa première semaine. Il a été certifié disque de platine dans divers pays, dont le Royaume-Uni.

## Dates de sorties
L'album est sorti en CD unique le 28 octobre 1999 en Allemagne et 4 jours plus tard au Royaume-Uni, sous le label Parlophone. Il est paru en Amérique du Nord le 1er février 2000 chez Virgin Records. 
Parlophone l'a réédité au Royaume-Uni le 10 juillet 2010 sous forme de double CD.

## Liste des titres
| No  | Titre                        | Auteur                                    | Producteur(s)              | Durée |
| --- | ---------------------------- | ----------------------------------------- | -------------------------- | ----- |
| 1.  | Whatever You Need            | Harriet Roberts, Russell Courtenay        | Johnny Douglas             | 4:49  |
| 2.  | All the Woman                | Paul Wilson, Andy Watkins, Tracy Ackerman | Absolute, Johnny Douglas   | 4:03  |
| 3.  | When the Heartache Is Over   | Graham Stack, John Reid                   | Brian Rawling, Mark Taylor | 3:44  |
| 4.  | Absolutely Nothing's Changed | Terry Britten, John O'Kane                | Terry Britten              | 3:43  |
| 5.  | Talk to My Heart             | Johnny Douglas, Graham Lyle               | Johnny Douglas             | 5:08  |
| 6.  | Don't Leave Me This Way      | Paul Barry, Mark Taylor, Brian Rawling    | Mark Taylor, Brian Rawling | 4:19  |
| 7.  | Go Ahead                     | James House, Anthony Little               | Johnny Douglas             | 4:20  |
| 8.  | Without You                  | Paul Wilson, Andy Watkins, Shernette May  | Absolute                   | 4:06  |
| 9.  | Falling                      | Tim Fraser, Sol Connell                   | Terry Britten              | 4:21  |
| 10. | I Will Be There              | Barry Gibb, Robin Gibb, Maurice Gibb      | Absolute, Johnny Douglas   | 4:37  |
| 11. | Twenty Four Seven            | Terry Britten, Charlie Dore               | Terry Britten              | 3:47  |

| 1.  | Twenty Four Seven (Live, London 1999)          | Terry Britten, Charlie Dore               | 3:56 |
| 2.  | River Deep, Mountain High (Live, London 1999)  | Phil Spector, Jeff Barry, Ellie Greenwich | 4:00 |
| 3.  | When the Heartache Is Over (Live, London 1999) | Graham Stack, John Reid                   | 3:48 |
| 4.  | Whatever You Need (Live, London 1999)          | Harriet Roberts, Russell Courtenay        | 4:44 |
| 5.  | Don't Leave Me This Way (Live, London 1999)    | Paul Barry, Mark Taylor, Brian Rawling    | 4:23 |
| 6.  | Talk to My Heart (Live, London 1999)           | Johnny Douglas, Graham Lyle               | 5:03 |
| 7.  | Hold On, I'm Comin' (Live, London 1999)        | Isaac Hayes, David Porter                 | 3:01 |
| 8.  | All the Woman (Live, London 1999)              | Paul Wilson, Andy Watkins, Tracy Ackerman | 4:01 |
| 9.  | When the Heartache Is Over (Music Video)       |                                           |      |
| 10. | Whatever You Need (Music Video)                |                                           |      |

## Musiciens
Les crédits sont tirés des notes d'accompagnement de l'album.
- Chant : Tina Turner
- Chœurs : Tracy Ackerman, Bryan Adams, Terry Britten

Instruments
- Guitare acoustique : Pete Lincoln
- Guitare : Terry Britten, Phil Hudson, Milton McDonald, Phil Palmer, Adam Phililps, Alan Ross
- Basse : Pino Palladino
- Harmonica : Peter Hope-Evans
- Cor d'harmonie : Duncan Mackay, Mike Stevens, Nichol Thompson
- Instrumentation : Absolute, Marcus Brown, Dave Clews, Johnny Douglas, Graham Stack, Mark Taylor
- Claviers : Mark Taylor
- Programmation de la batterie : Bruno Bridges
- Cordes : The London Musicians Orchestra
- Trompette : Steve Sidwell

Technique et production
- Producteurs : Absolute, Terry Britten, Johnny Douglas, Brian Rawling, Mark Taylor
- Ingénieurs : Marc Lane, Ren Swan, Paul Wright, Doug Sax

Autre crédit. 
- Photographe : Herb Ritts

## Ventes, certifications et classements
| Pays                         | Certification     | Ventes    | Meilleur classement hebdomadaire (1999-2000) |
| ---------------------------- | ----------------- | --------- | -------------------------------------------- |
| Allemagne (BVMI)             | 3x Or             | 450 000   | 3e                                           |
| Autriche (IFPI Autriche)     | Or                | 25 000    | 5e                                           |
| Belgique (BEA)               | Or                | 25 000    | 9e (Ultratop Flandre)                        |
| Belgique (BEA)               | Or                | 25 000    | 16e (Ultratop Wallonie)                      |
| Canada (Music Canada)        | Or                | 50 000    | 9e                                           |
| Danemark                     |                   |           | 9e                                           |
| Écosse                       |                   |           | 27e                                          |
| Espagne                      |                   |           | 18e                                          |
| États-Unis (RIAA)            | Or                | 517 000   | 21e (Billboard 200)                          |
| États-Unis (RIAA)            | Or                | 517 000   | 29e (Top R&B/Hip-Hop Albums)                 |
| Union européenne (IFPI)      | Platine           | 1 000 000 | 3e                                           |
| Finlande (Musiikkituottajat) |                   | 12 047    | 6e                                           |
| France (SNEP)                | 2 x Or            | 100 000   | 23e                                          |
| Hongrie                      |                   |           | 22e                                          |
| Italie                       |                   |           | 13e                                          |
| Norvège (IFPI Norvège)       | Platine           | 50 000    | 5e                                           |
| Pays-Bas                     |                   |           | 24e                                          |
| Royaume-Uni (BPI)            | Platine           | 300 000   | 9e                                           |
| Suède (GLF)                  | Platine           | 80 000    | 6e                                           |
| Suisse (IFPI Suisse)         | Platine           | 50 000    | 1er                                          |
| Estimations monde            | Estimations monde | 3 000 000 |                                              |